# Vela
Vela — назва групи супутників, розроблених США у межах програми Vela Hotel, націленої на спостереження за дотриманням СРСР договору 1963 року про часткову заборону випробувань ядерної зброї. Назва проекту іспанською мовою означає «вахта», «дозор».
За допомогою супутників Вела було несподівано відкрито феномен гамма-спалахів.

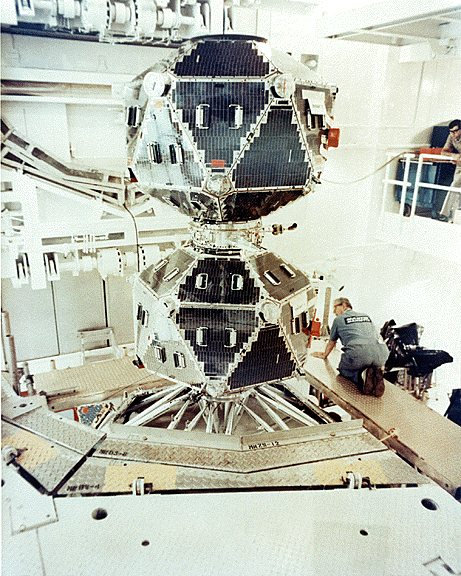
Супутники Vela-5A/B (два супутники — A та B —, розділяються після виходу на орбіту)

## Історія
Проект Vela розпочався 1959 року й був завершений після 26 років успішного функціонування. У 1970-х роках стеження за ядерними випробуваннями було передано до програми Defense Support Program (DSP). На даний час[коли?] програма називається «Integrated Operational Nuclear Detection System (IONDS)» (Об'єднана система стеження за ядерною зброєю).
Усі супутники програми Вела розробляла компанія TRW (Thompson Ramo Wooldridge Inc.; 2002 року її поглинула Northrop Grumman). Супутники запускали парами на ракетах Atlas-Agena або Титан-3 й розташовували на орбітах від 100 до 200 тис. км над Землею, щоб уникнути потрапляння в радіаційні пояси Ван-Аллена. Перша пара супутників конструкції Vela Hotel була запущена 1963 року, через 3 дні після підписання Договору про часткову заборону випробувань ядерної зброї, остання пара — 1965 року. Розрахунковий час роботи на орбіті був близько півроку, проте в реальності вони працювали більше 5 років. Поліпшені версії супутників Вела були запущені 1967, 1969 і 1970 років. Розрахунковий час життя цих супутників — близько півтора року —, було потім збільшено до 7 років. Останній супутник цієї серії Vehicle 9 запущено 1969 року, він пропрацював на орбіті майже 15 років (вимкнений 1984 року).
Початкові версії супутників Вела були обладнані 12-ма зовнішніми рентгенівськими детекторами і 18-ма внутрішніми нейтронними детекторами та детекторами гамма-променів. Сонячні панелі супутників давали потужність 90 Ватт. Поліпшені версії супутників Вела містили додатково два кремнієвих фотодіодних датчика «бхангметра» (англ. «bhangmeter»), які мали можливість реагувати на субмілісекундні спалахи світла, характерні для ядерних вибухів. Вимірювання цих датчиків дозволяли визначити положення ядерного вибуху з точністю близько 5 тис.км. Супутники також містили датчики, здатні зафіксувати електромагнітний імпульс, що виникає під час ядерного вибуху в атмосфері. Для роботи цих датчиків була потрібна додаткова енергія, для чого потужність сонячних батарей було збільшено до 120 Ватт.

## Vela 5A та 5B
Сцинтиляційні рентгенівські лічильники супутників Vela5a і Vela5b складалися з двох кристалів NaI (Tl). Вхідні отвори детекторів було вкрито берилієвим вікном товщиною 0,13 мм. Коліматори, розташовані перед детекторами, обмежували поле зору приладів 6,1 х 6,1 градуса (ширина на напіввисоті). Ефективна площа детекторів — близько 26 кв.см. Детектори сканували коло, що проходить через усе небо кожні 60 сек, все небо покривалося за 56 годин. Рентгенівський детектор супутника Vela5b працював понад 10 років.

## Vela 6A та 6B
Спостереження супутників Vela 6 (запущений 8 квітня 1970 р.) були використані для визначення зв'язку між гамма-спалахами й подіями в рентгенівському діапазоні енергій. Було зафіксовано щонайменше дві події з одночасними спалахами в гамма і в рентгенівському діапазонах (GRB720514 і GRB740723). Рентгенівські детектори на супутнику Vela5a відмовили 12 березня 1972, на супутнику Vela6b — 27 січня 1972 року.